# Ферровіаріу да Уїла
Клубе Ферровіаріу да Уїла або просто Ферровіаріу да Уїла (порт. Ferroviário da Huíla) — професіональний ангольський футбольний клуб із міста Лубанго, провінції Уїла.

## Історія клубу
Клуб був заснований 15 жовтня 1950 року під назвою «Клубе Ферровіаріу де Са Бандейра», у колишній португальській колонії Ангола. Спочатку місто Лубанго мало португальську назву «Са-да-Бандейра». В 1963 році клуб перейшов у власність розгалуженої залізничної компанії «Камінью де Ферру де Мосамедеш», чиїм основним транзитним вокзалом був Са-да-Бандейра.
В 1970 році на стадіоні «Ештадіу ду Ферровіаріу» була завершена реконструкція і його було офіційно перейменовано на «Ештадіу Са де Бандейра». Він став вміщувати 10 000 глядачів.
Після здобуття незалежності Анголою в 1975 році «Ферровіаріу» вийшов до найвищого дивізіону країни, до Гіраболи. Найуспішніший період клубу припадає на 1980-ті роки. В 1985 і 1989 роках він виграв Кубок Анголи і дійшов до фіналу Кубку в 1987 році. Клуб кілька разів виходив до Кубку володарів кубків. У 1988 році йому вдалося в другому раунді пройти клуб «Динамос» із Замбії, у 1990 році клуб із Мапуту на стадії 1/16-ї фіналу переміг у серії післяматчевих пенальті «Деспортіву» з Мозамбіку.
У 1990 році Гіраболу він закінчив на четвертому місці, але змушений був залишити чемпіонат з неспортивних причин. У сезоні 1999 року «Ферровіаріу» знову повернувся до Гіраболи, але зайняли останнє 16-те місце та вилетіли з ліги. Зараз клуб грає в Чемпіонаті провінції Уїла.

## Досягнення

### Національні
- Гірабола:
  -  Бронзовий призер (1): 1986

- Кубок Анголи:
  -  Володар (2): 1985, 1989[5]
  -  Фіналіст (1): 1987

- Суперкубок Анголи:
  -  Фіналіст (1): 1988

### Міжнародні
- Кубок володарів Кубків КАФ:
  - Учасник — 1988 та 1990

## Статистика виступів у національних чемпіонатах

### Гірабола
| 1986 | 1987 | 1990 | 1991 | 1992 | 1999 |
|      |      |      |      |      |      |
|      |      |      |      |      |      |
| 3    |      |      |      |      |      |
|      |      | 4    |      |      |      |
|      |      |      |      |      |      |
|      |      |      |      |      |      |
|      |      |      |      |      |      |
|      |      |      |      |      |      |
|      |      |      |      |      |      |
|      |      |      |      |      |      |
|      |      |      |      |      |      |
|      |      |      |      |      |      |
|      |      |      |      |      |      |
|      |      |      |      |      |      |
|      |      |      |      |      |      |
|      |      |      |      |      |      |
|      |      |      |      |      |      |
|      |      |      |      |      | 16   |

Примітка: Рейтинг червоного кольору означає, що клуб вилетів зі змагань

### Гіра Ангола
| 2004 Серія B | 2005 Серія B |
|              |              |
|              |              |
|              |              |
|              | 4            |
|              |              |
| 6            |              |

## Відомі тренери
| Тренер       |  | Роки |  | Чемпіонат | Кубок             | Суперкубок |
| ------------ |  | ---- |  | --------- | ----------------- | ---------- |
| Давід Соужа  |  | 1985 |  |           | Кубок Анголи 1985 |            |
| Ніна Серрану |  | 1989 |  |           | Кубок Анголи 1989 |            |
| Жуліу Чану   |  | 2005 |  |           |                   |            |